# Großsteingräber bei Glambeck
Die Großsteingräber bei Glambeck waren vier megalithische Grabanlagen der jungsteinzeitlichen Trichterbecherkultur bei Glambeck, einem Ortsteil von Bernitt im Landkreis Rostock (Mecklenburg-Vorpommern). Sie wurden 1874 zerstört. Die genaue Lage der Gräber ist nicht überliefert. Auch über Ausrichtung, Maße und Grabtyp liegen keine näheren Angaben vor. Aus einem der Gräber stammt eine Scheibenkeule aus dunklem Porphyr, die sich heute in der Sammlung des Archäologischen Landesmuseums Mecklenburg-Vorpommern in Schwerin befindet.